# Stauros Papadopoulos
Stauros Papadopoulos (in greco Σταύρος Παπαδόπουλος?; Larnaca, 6 settembre 1953) è un allenatore di calcio ed ex calciatore cipriota, attualmente CT dell'Ethnikos Achnas.

## Carriera

### Giocatore
Ha militato nella massima serie cipriota con il Pezoporikos Larnaca in due periodi differenti. Nel mezzo, durante la sua militanza in Grecia, nell'Olympiakos, ha conquistato 4 titoli nazioni consecutivamente, oltre ad una coppa di Grecia. Con la nazionale cipriota ha giocato 10 partite tra il 1978 e il 1982.

### Allenatore
Dopo il ritiro dal calcio giocato, avvenuto nel 1989, inizia ad allenare. Sarà CT della nazionale cipriota nel 1997 e poi per due anni dal 1999 al 2001. Dal gennaio 2014 è alla guida dell'Ethnikos Achnas.

## Palmarès

### Giocatore

#### Competizioni nazionali
- Campionato greco: 4

Olympiakos: 1979-1980, 1980-1981, 1981-1982, 1982-1983
- Coppa di Grecia: 1

Olympiakos: 1980-1981
- Supercoppa di Grecia: 1

Olympiakos: 1980